# Résidence artistique
Une résidence artistique désigne l’octroi temporaire, par une institution publique ou privée, d’un espace à un artiste (ou un groupe d’artistes, par exemple une compagnie de théâtre ou un orchestre symphonique), afin de favoriser la création et l’exposition d’œuvres d’art, ou l’élaboration de spectacles vivants ou filmés. Elle peut consister aussi, outre l’accueil en un lieu, à la fourniture par une structure culturelle de moyens techniques, administratifs et/ou financiers à ces artistes. 
Cette résidence peut aussi mener à la constitution d’une collection d’illustrations, à la publication d’ouvrages illustrés ou de catalogues d’exposition.
On parle d’artiste en résidence pour désigner les artistes qui y travaillent.
Des appels à résidence sont régulièrement proposés, notamment via internet, par des collectivités publiques, des institutions privées sur des projets variables plus ou moins prédéfinis, qui sont ponctuels ou permanents.
Le concept de la résidence de création peut aussi concerner d'autres concepteurs, comme les architectes et les paysagistes,.

## Quelques résidences d’artistes

### La villa Médicis à Rome
Créée en 1666 par Louis XIV, l’Académie de France à Rome, dite Villa Médicis, est sans doute la plus célèbre résidence d’artistes.

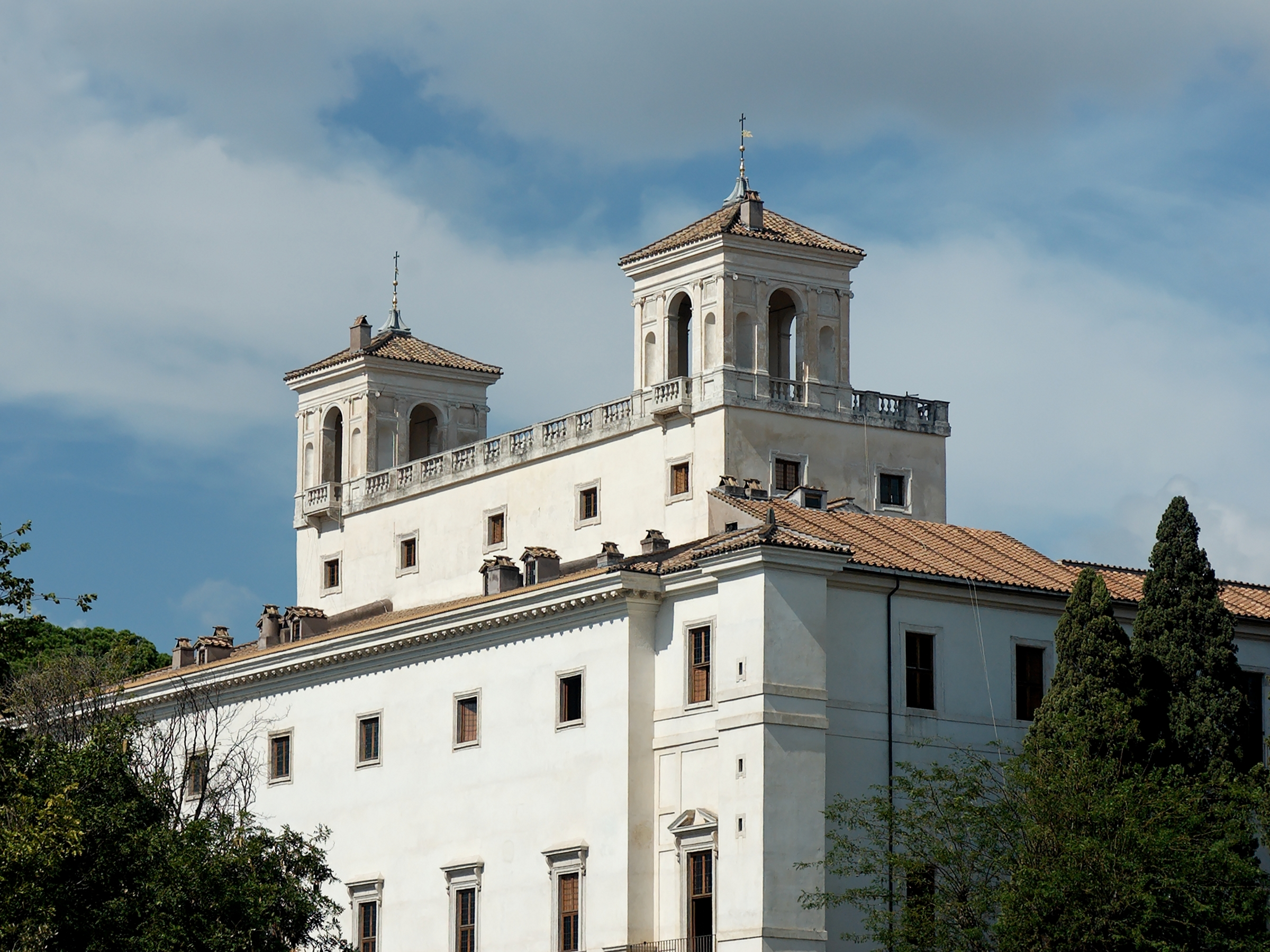
Villa Médicis à Rome

Ouverte internationalement à tous les champs de la création artistique, de l’histoire et de la théorie des arts, ainsi qu’à la restauration des œuvres d’art et des monuments, l’académie accueille artistes et chercheurs pour encourager leurs travaux, études et recherches.
Ingres, Berlioz, Carpeaux, Debussy, mais aussi de nombreux artistes et historiens de l’art aujourd’hui reconnus au niveau international y ont séjourné, tels que François Rouan, Henri Loyrette, Élisabeth Ballet, Ange Leccia, Bernard Frize, Patrick Faigenbaum, Marie NDiaye, Pascal Dusapin, Hervé Guibert, Xavier Beauvois, Yan-Pei Ming, Valérie Mréjen, Philippe Rahm, Bruno Mantovani, Yannick Haenel, Malik Mezzadri, etc.

### Recology San Francisco
Le Recology San Francisco Artist in Residence Program a été créé en 1990, à la suite d’une loi imposant à la ville californienne de mettre en œuvre des procédures de recyclage et de gestion des déchets.
Il se situe au San Francisco Transfer and Recycling Center qui est un centre de tri des déchets. C’est sans doute la plus écologique des résidences artistiques mondiales. On peut aussi y trouver un jardin (le Sculpture Garden) contenant les œuvres, notamment sculpturales, d’anciens artistes en résidence.
C’est à la fin des années 1980 que Jo Hanson (en) propose de créer un programme de résidence d’artistes à l’intérieur de ces entrepôts de tri de la société Recology (en). Ainsi, les artistes qui viendraient y séjourner pourraient créer des œuvres d’art à partir de déchets récupérés, pour permettre au public de se questionner sur différents sujets environnementaux. Par la suite, la résidence a été reconnue au niveau international et récompensée de nombreuses fois. Depuis sa création, plus de 145 artistes professionnels et 40 artistes étudiants universitaires y ont effectué des séjours artistiques.

### Autres résidences d’artistes
- La Cité internationale des arts, créée à Paris en 1965, est la plus grande résidence d’artistes au monde. Elle accueille chaque année 1200 artistes venus du monde entier et représentant toutes les disciplines
- Association du Château de Monthelon, à Montréal, dans l’Yonne : accueille chaque année environ 200 artistes de toutes disciplines venus de France et de l’étranger (Chili, Finlande, Canada, Danemark…)
- Ateliers de la Morinerie, à Saint-Pierre-des-Corps, en Indre-et-Loire : pépinière pour une centaine d’artistes et artisans d’art dans les locaux de Clen (mécénat).
- Résidence d’artistes du musée Bernard-Boesch, La Baule : accueille chaque année des artistes en résidence pour une période de trois mois.
- Les Résidences d’artistes-auteurs en région Provence-Alpes-Côte d’Azur (Destination Résidences).
- La Fondation de Lourmarin Laurent-Vibert qui accueille chaque année des jeunes artistes (solistes, compositeurs, sculpteurs, graveurs, plasticiens, écrivains…) logés au Château de Lourmarin.
- L’abbaye de La Prée, à Ségry (Indre) depuis 1991.